# Список строящихся и планируемых станций Московского метрополитена
Список строящихся и планируемых станций Московского метрополитена, включающий в себя ещё не открывшиеся станции, строительство которых идёт или запланировано в будущем, с привязкой к линиям.

## Строящиеся станции
| Название станции             | Планируемая дата открытия | Прежние проектные названия                                        | Район / Поселение          |
| ---------------------------- | ------------------------- | ----------------------------------------------------------------- | -------------------------- |
| Арбатско-Покровская линия    |                           |                                                                   |                            |
| «Гольяново»                  | 2028 год                  | —                                                                 | Гольяново                  |
| Кольцевая линия              |                           |                                                                   |                            |
| «Достоевская»                | 2030 год                  | Площадь Коммуны, Площадь Суворова, Суворовская                    | Мещанский, Тверской        |
| Троицкая линия               |                           |                                                                   |                            |
| «ЗИЛ»                        | 13 сентября 2025 год      | —                                                                 | Даниловский                |
| «Крымская»                   | 13 сентября 2025 год      | Севастопольский проспект                                          | Донской, Котловка          |
| «Академическая»              | 13 сентября 2025 год      | Улица Дмитрия Ульянова                                            | Академический              |
| «Вавиловская»                | 13 сентября 2025 год      | Площадь 60-летия СССР, Улица Строителей                           | Гагаринский, Ломоносовский |
| Рублёво-Архангельская линия  |                           |                                                                   |                            |
| «Звенигородская»             | 2026 год                  | Пресня                                                            | Хорошёво-Мнёвники          |
| «Народное Ополчение»         | 2026 год                  | Карамышевская, Проспект Маршала Жукова, Улица Народного Ополчения | Хорошёво-Мнёвники          |
| «Бульвар Генерала Карбышева» | 2026 год                  | Бульвар Карбышева                                                 | Хорошёво-Мнёвники          |
| «Серебряный Бор»             | 2027 год                  | Живописная                                                        | Хорошёво-Мнёвники          |
| «Строгино»                   | 2027 год                  | —                                                                 | Строгино                   |
| «Липовая Роща»               | 2027 год                  | Троице-Лыково                                                     | Строгино                   |
| «Рублёво-Архангельское»      | 2027 год                  | Архангельская                                                     | Кунцево                    |
| «Ильинская»                  | 2027 год                  | Новорижская                                                       | Кунцево                    |
| Бирюлёвская линия            |                           |                                                                   |                            |
| «ЗИЛ»                        | 2028 год                  | —                                                                 | Даниловский                |
| «Остров мечты»               | 2028 год                  | Технопарк                                                         | Нагатинский Затон          |
| «Кленовый бульвар»           | 2028 год                  | —                                                                 | Нагатинский Затон          |
| «Москворечье»                | 2030 год                  | —                                                                 | Москворечье-Сабурово       |
| «Кавказский бульвар»         | 2030 год                  | —                                                                 | Царицыно                   |
| «Лебедянская»                | 2030 год                  | Загорье, Бирюлёво                                                 | Бирюлёво Восточное         |

## Планируемые станции
| Название станции             | Начало строительства | Планируемая дата открытия | Прежние проектные названия | Район / Поселение  |
| ---------------------------- | -------------------- | ------------------------- | -------------------------- | ------------------ |
| Сокольническая линия         |                      |                           |                            |                    |
| «МГСУ»                       | неизвестно           | 2032 год[A]               | —                          | Ярославский        |
| «Ярославская»                | неизвестно           | 2032 год[A]               | Холмогорская               | Ярославский        |
| Калининско-Солнцевская линия |                      |                           |                            |                    |
| «Волхонка»                   | неизвестно           | неизвестно[A]             | Остоженка                  | Хамовники          |
| «Плющиха»                    | неизвестно           | неизвестно[A]             | Смоленская                 | Арбат              |
| «Дорогомиловская»            | неизвестно           | неизвестно[A]             | Кутузовский проспект       | Дорогомилово       |
| Люблинско-Дмитровская линия  |                      |                           |                            |                    |
| «Южный порт»                 | 2026 год             | 2028 год                  | —                          | Печатники          |
| Троицкая линия               |                      |                           |                            |                    |
| «Сосенки»                    | неизвестно           | 2029 год                  | Воскресенское              | Коммунарка         |
| «Летово»                     | неизвестно           | 2029 год                  | —                          | Коммунарка         |
| «Десна»                      | неизвестно           | 2029 год                  | —                          | г. о. Троицк       |
| «Кедровая»                   | неизвестно           | 2029 год                  | Десёновское                | г. о. Троицк       |
| «Ватутинки»                  | неизвестно           | 2029 год                  | —                          | г. о. Троицк       |
| «Троицк»                     | неизвестно           | 2029 год                  | —                          | г. о. Троицк       |
| Рублёво-Архангельская линия  |                      |                           |                            |                    |
| «Красногорск»                | неизвестно           | неизвестно[A]             | —                          | г. о. Красногорск  |
| «Изумрудные холмы»           | неизвестно           | неизвестно[A]             | —                          | г. о. Красногорск  |
| Бирюлёвская линия            |                      |                           |                            |                    |
| «Курьяново»                  | 2025 год             | 2028 год                  | Батюнино                   | Печатники          |
| «Каспийская»                 | 2025 год             | 2030 год                  | 6-я Радиальная улица       | Бирюлёво Восточное |
| «Бирюлёво»                   | 2025 год             | 2030 год                  | Бирюлёво-Пассажирская      | Бирюлёво Восточное |
| «Липецкая»                   | 2025 год             | 2030 год                  | —                          | Бирюлёво Восточное |

A В плане развития системы метрополитена Москвы до 2030 года открытие станции не предусмотрено.